# Paripiranga (ort)
Paripiranga är en ort i Brasilien.   Den ligger i kommunen Paripiranga och delstaten Bahia, i den östra delen av landet, 1 200 km nordost om huvudstaden Brasília. Paripiranga ligger 439 meter över havet och antalet invånare är 6 965.
Terrängen runt Paripiranga är kuperad åt nordost, men åt sydväst är den platt. Närmaste större samhälle är Simão Dias, 7,9 km sydost om Paripiranga.
Omgivningarna runt Paripiranga är huvudsakligen savann. Runt Paripiranga är det ganska tätbefolkat, med 70 invånare per kvadratkilometer.